# Super C

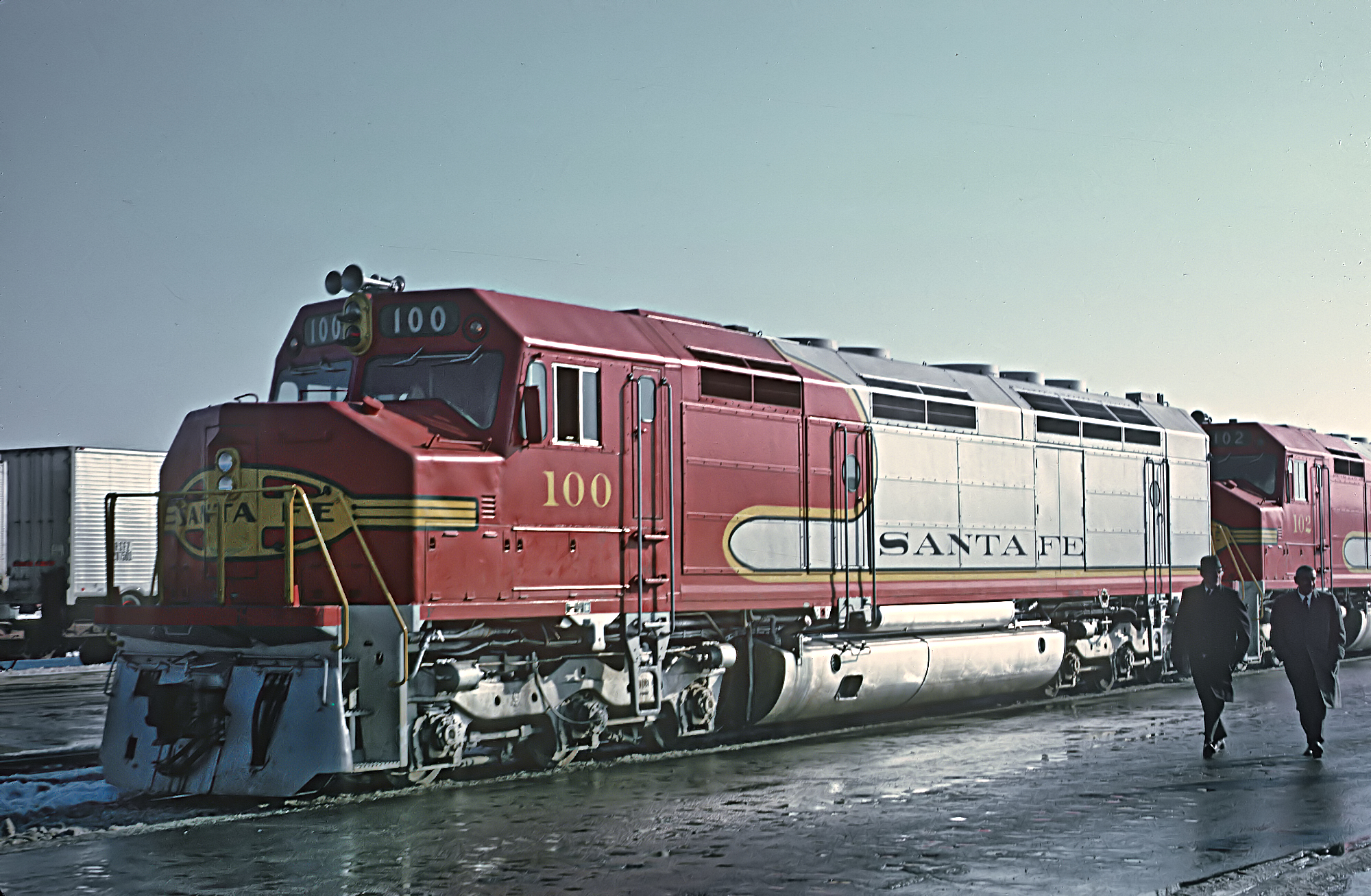
EMD FP45 mozdonyok az első Super C szerelvény előtt, Corwith Yard (1968)

A Super C egy különleges, nagysebességű konténerszállító, kamionszállító tehervonat volt. Az Atchison, Topeka and Santa Fe Railway üzemeltette 1968 és 1976 között. Több neve is volt, mint például a „A világ leggyorsabb tehervonata” vagy „the all-TOFC” (trailer-on-flatcar, magyarul kamion pótkocsi a pőrekocsin). A vonat Chicagóból közlekedett Los Angelesbe, az utat 40 óra alatt tette meg. A Super C sebességrekordja 1968. január 17-én volt, ekkor 34½ óra alatt tette meg a távolságot, ami 108,4 km/h átlagsebességet jelent! Az utolsó tehervonat 1976. május 20-án közlekedett.